# Limassolla zhangi
Limassolla zhangi är en insektsart som beskrevs av Irena Dworakowska 1994. Limassolla zhangi ingår i släktet Limassolla och familjen dvärgstritar. Inga underarter finns listade i Catalogue of Life.